# Edificio del Cuartel General de la Armada
El edificio del Cuartel General de la Armada es una obra de arquitectura de estilo ecléctico, diseñado y construido entre 1915 y 1928, en Madrid (España), por los arquitectos José Espelius y Francisco Javier Luque. Es la sede del Cuartel General de la Armada.

## Historia
En 1915, el Ministerio de Hacienda propuso al rey Alfonso XIII la construcción de una nueva sede para el Ministerio de Marina. Para su diseño se llevó a cabo un controvertido concurso, el cual fue rechazado en más de una ocasión por la Sociedad Central de Arquitectos. La obra, que en un principio fue iniciada por José Espelius en 1915 (quien falleció en el proceso), fue culminada por Francisco Javier Luque en 1925, e inaugurado en 1928. Para su emplazamiento se utilizaron los terrenos de uso público que pertenecían a la Corona, en el parque del Buen Retiro. 
Posteriormente, en 1970 se realizó una moderna ampliación por la calle Juan de Mena, para albergar el Museo Naval. Esta intervención fue concebida por los arquitectos Alberto López Asiaín y Rafael de La-Hoz Castanys. Este edificio es uno de los inmuebles que forman parte del Paisaje de la Luz, un paisaje cultural que fue declarado Patrimonio de la Humanidad el 25 de julio de 2021.

## Descripción
El edificio de aproximadamente 19 700 m² (8 plantas, un bajo rasante y el piso 7 sobre rasante), se encuentra emplazado en un solar de 3670 m², y cuenta con fachadas hacia tres calles: Montalbán, paseo del Prado y Ruiz de Alarcón. El inmueble de planta rectangular, posee dos patios interiores cubiertos por vidrieras de la casa Maumejan, con motivos marinos: Neptuno, caballitos de mar y sirenas, además de escudos del siglo XVI. 
Su estructura está conformada de piedra caliza y un zócalo de granito, e incorpora materialidades de revestimiento interior o decorativos, tales como mármol, madera y bronce. La escalera monumental de mármol de Carrara en tonos crema jaspeada a modo de algas marinas, es lo más destacado de su interior, una mezcla de los estilos art déco, manuelino y gótico.
Posee a su vez balaustradas rematadas con pináculos, de los cuales cuelgan farolas de bronce (tipo navío), e incluso posee un friso que se trajo del palacio de Godoy. Existen además estancias como el comedor de Gala, la capilla, la biblioteca y el Museo Naval. La fachada más destacada es por calle de Montalbán, la que se corona por una torre central de planta cuadrada, que marca el acceso principal. Presenta elementos góticos isabelinos, pero en general un tono bastante ecléctico.